# Медаль «За визволення Кореї»
Медаль «За визволення Кореї» (кор. 조선 1945.8.15) — державна нагорода КНДР.

## Історія

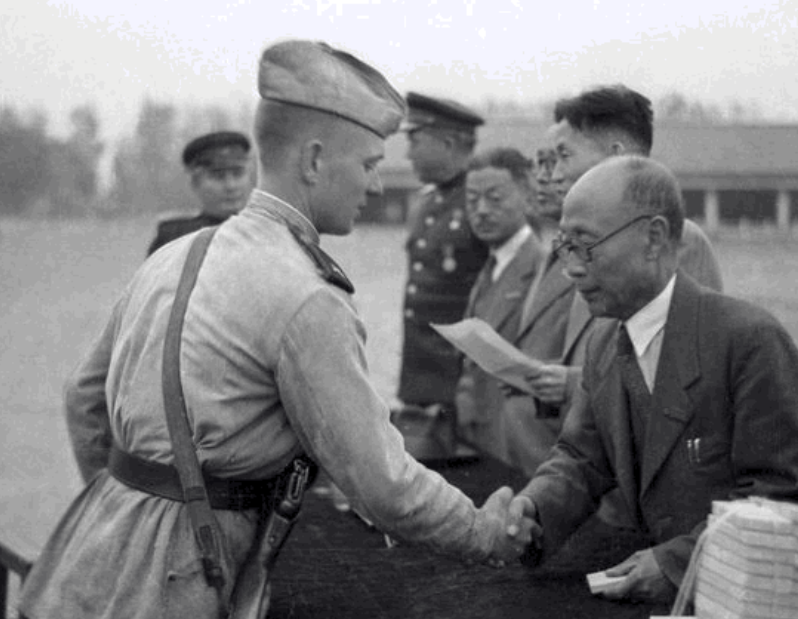
Голова Постійного комітету Верховних народних зборів КНДР Кім Ду Бон нагороджує радянських солдатів медаллю «За визволення Кореї».

Нагорода заснована 15 жовтня 1948 року Указом Президії Верховних народних зборів КНДР. Нею нагороджувалися військовослужбовці Червоної армії, які брали участь у війні проти Японії та її сателітів, яка спричинила звільнення Корейського півострова від японського контролю.

## Опис
Медаль виготовлена зі срібла і має діаметр 33 мм.
На лицьовій стороні посередині на тлі сонячних променів зображення Монумента Визволення, встановленого в парку Моранбон у Пхеньяні, що із вінками з лаврових гілок, на перетин яких накладена стрічка з написом «Звільнення» (кор. 해방).
Зворотний бік медалі гладкий, посередині напис у два рядки «Корея/1945.8.15.» (кор. 조선 1945.8.15). Дата збігається з датою Національного дня визволення Кореї.
Стрічка червона, з широкими синіми смугами вздовж обох країв, що відокремлені від середньої частини вузькими білими смужками. Стрічка наклеєна на п'ятикутну металеву колодку з горизонтальною шпилькою на звороті для кріплення до одягу.
Але є й інший варіант цієї медалі (викарбувана версія із золота). Зовні золота медаль відповідає своєму срібному аналогу. На сьогоднішній день відомі п'ять цих золотих медалей. Три зберігаються у фондах Центрального військово-морського музею у Санкт-Петербурзі, одна в експозиції центрального музею Збройних Сил Російської Федерації на мундирі Головнокомандувача радянськими військами на Далекому Сході О. М. Василевського і ще одна — в приватній колекції в Москві.